# Schlacht bei Sark
Die Schlacht bei Sark (auch Schlacht von Lochmaben Stone) wurde im Oktober 1448 zwischen England und Schottland ausgetragen. Diese Schlacht war nach einem halben Jahrhundert wieder ein bedeutender Sieg der Schotten über die Engländer, zuletzt war es in der Schlacht bei Otterburn im August 1388 gelungen, den südlichen Nachbar zu besiegen. Der Erfolg brachte die Schotten für ein Jahrzehnt bis 1461, als Eduard IV. den Thron bestieg, wieder in eine stärkere Position gegenüber England. Die Schlacht verhalf dem siegreichen Clan Douglas zu großer Prominenz in der schottischen Heimat.

## Einführung
Nach den schottischen Unabhängigkeitskriegen setzten England und Schottland die Kämpfe an der Grenze regelmäßig fort. Im Jahr 1448 eskalierten die Feindseligkeiten. Henry Percy, Sohn des 2. Earl of Northumberland, zerstörte Dunbar im Mai, und im Juni 1448 zerstörte der Lord Warden of the March, Richard Neville, 5. Earl of Salisbury, die Stadt Dumfries. Als Reaktion darauf, sammelte William Douglas, 8. Earl of Douglas seine Kräfte mit der Unterstützung der Earls of Ormond, Angus und Orkney und zerstörte Warkworth und Alnwick. Als die Schotten weiter nach Cumberland und Northumberland vorrückten, berechtigte Heinrich VI. den treu gebliebenen Percy-Clan, dafür Rache zu nehmen.

## Das Gefecht

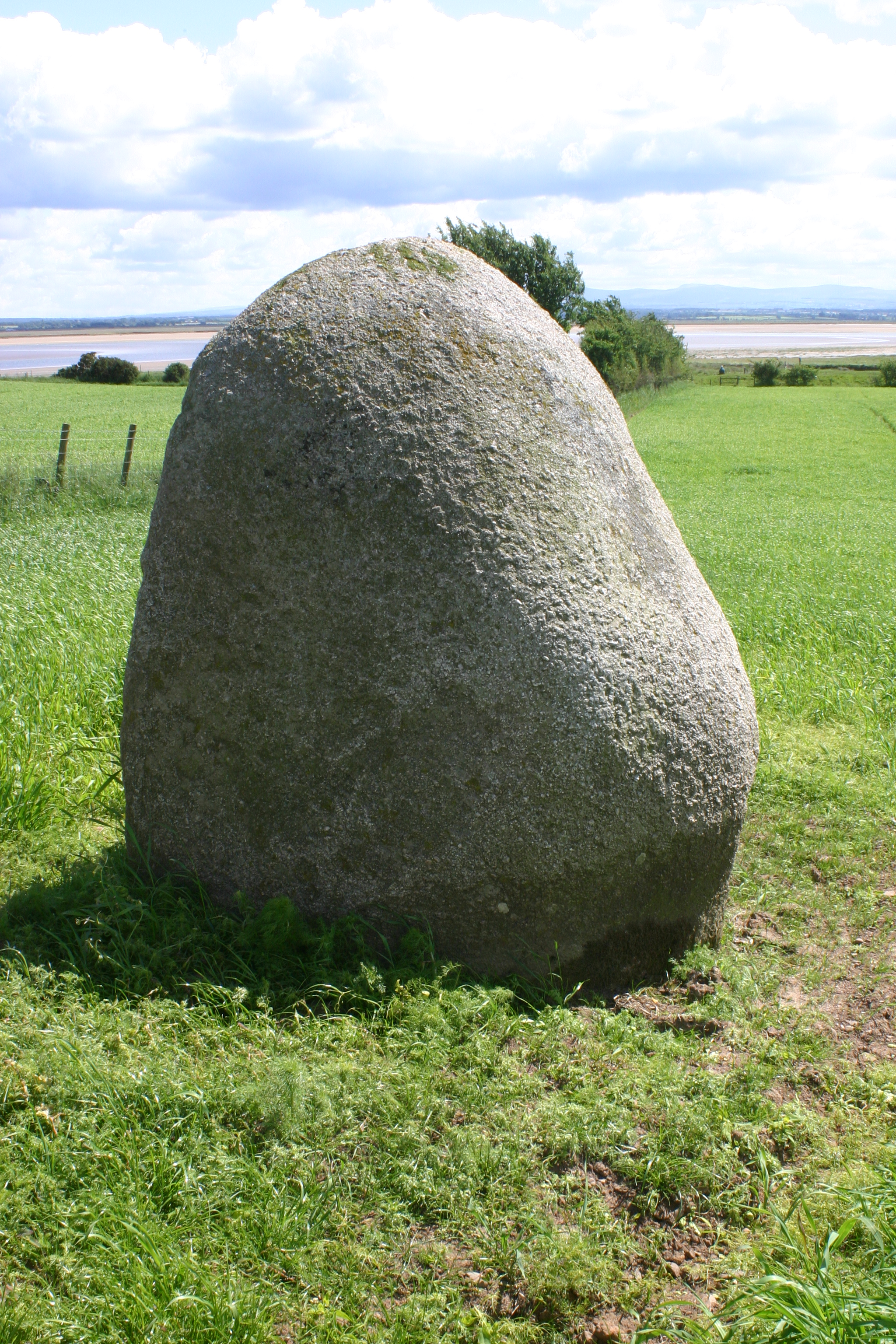
Lochmaben Stone

Die erste Phase des Kampfes wurde damit eingeleitet, dass der 2. Earl of Northumberland eine 6000 Mann starke Truppe nach Schottland führte, wo sie nahe Lochmaben Stone lagerten. Ihr Standort war aber schlecht gewählt, weil er sich auf einer Tiefebene zwischen den gezeitenabhängigen Mündungen der Flüsse River Sark und Kirtle Water in den River Esk befand. Die Schotten sammelten unter Führung Hugh Douglas, Earl of Ormond, etwa 4000 Mann, die in Annandale und Nithsdale ausgehoben wurden und rückten am 23. Oktober 1448 gegen den Earl of Northumberland vor. 
Die Schotten stellten sich in drei Abteilungen auf, wobei der Earl of Ormond das Zentrum, Sir William Wallace of Cragie, Sheriff von Ayr, den linken Flügel und John Somerville of Carnwath, Sohn des 2. Lord Somerville, den rechten Flügel kommandierte. Die Engländer formierten sich daraufhin ebenfalls in drei Abteilungen, der Earl of Northumberland kommandierte das Zentrum, während der rechte Flügel von Magnus Reidman und der linke Flügel von Sir John Pennington befehligt wurden. Beide Seiten verfügten über Men-at-arms in Plattenrüstungen. Das Gefecht wurde von einigen Salven der englischen Langbögen eröffnet, die die schottischen Bogenschützen nur unzureichend erwidern konnten. Die Schotten begannen daraufhin einen wuchtigen Angriff und drängten die Engländer trotz deren Überzahl im Nahkampf mit Axt, Spieß und Hippe zu ihrem Lager zurück. Als die Engländer zur Flucht übergingen, wurden sie von der einsetzenden Flut überrascht, die Teile der Ebene überschwemmte und in der viele Engländer ertranken.

## Verluste
Die Anzahl an Schotten, die ihre Leben in der Schlacht ließen, variiert je nach Quelle von 26 (Auchinleck Chronicle) zu bis zu 600 Mann (Pitscottie). Die Anzahl an englische Toten variiert von 2000 (1500 gefallen; 500 ertrunken) bis zu 3000 (gefallen und ertrunken).
Der einzige schottische Verlust von Rang war Sir John Wallace of Craigie, der drei Monate später an seinen Verwundungen aus der Schlacht starb. Die englischen Verluste von Rang waren höher, Magnus Reidman fiel im Kampf, Sir John Pennington und Henry Percy, der Sohn des Earl of Northumberland, wurden gefangen gesetzt.